# Maryland Heights Township
Die Maryland Heights Township ist eine von 28 Townships im St. Louis County im Osten des US-amerikanischen Bundesstaates Missouri und Bestandteil der Metropolregion Greater St. Louis. Das U.S. Census Bureau hat bei der Volkszählung 2020 eine Einwohnerzahl von 37.809 ermittelt.

## Geografie

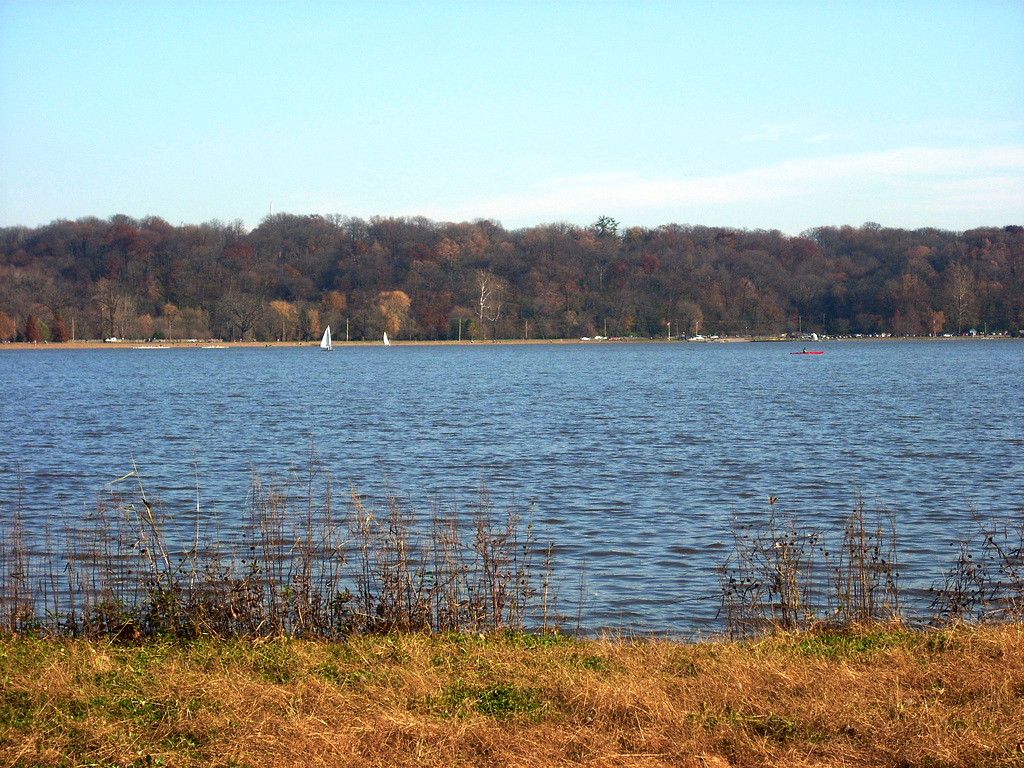
Creve Coeur Lake

Die Maryland Heights Township liegt im westlichen Vorortbereich von St. Louis am rechten Ufer des Missouri River. Der Mississippi, der die Grenze zu Illinois bildet, befindet sich 30 km östlich.
Die Maryland Heights Township liegt auf 38° 42′ N, 90° 29′ W und erstreckt sich über 56,2 km², die sich auf 52,1 km² Land- und 4,1 km² Wasserfläche verteilen.
Im Norden der Township befindet sich der Creve Coeur Lake Memorial Park, ein 8,68 km² großes Erholungsgebiet. Innerhalb des Parks befindet sich der Creve Coeur Lake.
Die Maryland Heights Township liegt im Westen des St. Louis County und grenzt im Westen und Nordwesten – getrennt durch den Missouri River – an das St. Charles County. Innerhalb des St. Louis County grenzt die Maryland Heights Township im Norden an die Northwest Township, im Nordosten an die Airport Township, im Osten an die Midland und die Creve Coeur Township, im Süden an die Missouri River Township sowie im Südwesten an die Chesterfield Township.

## Verkehr
Über die Veterans Memorial Bridge hat die Township über die zum Freeway ausgebaute Missouri State Route 364 Verbindung mit dem nordwestlich angrenzenden St. Charles County. Im Osten der Maryland Heights Township kreuzt die Straße dann die Interstate 270, die Umgehungsstraße von St. Louis. Durch das Gebiet der Township führen ferner die Missouri State Routes 141 und 340. Bei allen weiteren Straßen innerhalb der Township handelt es sich um innerstädtische Verbindungsstraßen.
Entlang des rechten Missouriufers verläuft eine Eisenbahnlinie der Union Pacific Railroad.
Im äußersten Norden der Maryland Heights Township befindet sich mit dem Creve Coeur Airport ein kleiner Flugplatz. Der nächstgelegene größere Flughafen ist der rund 15 km ostnordöstlich gelegene Lambert-Saint Louis International Airport.

## Demografische Daten
Nach der Volkszählung im Jahr 2010 lebten in der Maryland Heights Township 36.370 Menschen in 16.173 Haushalten. Die Bevölkerungsdichte betrug 698,1 Einwohner pro Quadratkilometer. In den 16.173 Haushalten lebten statistisch je 2,24 Personen.
Ethnisch betrachtet setzte sich die Bevölkerung zusammen aus 76,2 Prozent Weißen, 8,9 Prozent Afroamerikanern, 0,2 Prozent amerikanischen Ureinwohnern, 10,7 Prozent Asiaten sowie 1,7 Prozent aus anderen ethnischen Gruppen; 2,2 Prozent stammten von zwei oder mehr Ethnien ab. Unabhängig von der ethnischen Zugehörigkeit waren 3,8 Prozent der Bevölkerung spanischer oder lateinamerikanischer Abstammung.
20,8 Prozent der Bevölkerung waren unter 18 Jahre alt, 64,5 Prozent waren zwischen 18 und 64 und 14,7 Prozent waren 65 Jahre oder älter. 51,3 Prozent der Bevölkerung war weiblich.
Das mittlere jährliche Einkommen eines Haushalts lag bei 66.652 USD. Das Pro-Kopf-Einkommen betrug 38.808 USD. 7,7 Prozent der Einwohner lebten unterhalb der Armutsgrenze.

## Ortschaften
Die Bevölkerung der Maryland Heights Township lebt in folgenden Ortschaften (alle mit dem Status „City“):
- Chesterfield1
- Creve Coeur2
- Maryland Heights3
- Town and Country4

1 – überwiegend in der Chesterfield Township, teilweise in der Lafayette und der Missouri River Township

2 – überwiegend in der Creve Coeur Township, teilweise in der Missouri River Township

3 – teilweise in der Northwest, der Midland, der Airport, der Creve Coeur und der Chesterfield Township

4 – überwiegend in der Missouri River Township, teilweise in der Lafayette Township